# Кейлин, Владимир Михайлович
Влади́мир Миха́йлович Ке́йлин (16 октября 1949, Куйбышев — 29 августа 2014, Кинель) — председатель Самарской областной федерации футбола (СОФФ), тренер-преподаватель, кандидат в мастера спорта, общественный деятель, спортивный журналист и телеведущий на телерадиокомпании СкаТ-ТНТ.

## Биография
Родился 16 октября 1949 года в городе Куйбышеве в еврейской семье. Отец Михаил Соломонович Кейлин (1910—1987), работал грузчиком на обувном складе. Мать, Берта Моисеевна Мижеричер (1914—1989) была старшим инженером тепловых сетей Куйбышева. У Владимира Кейлина была младшая сестра Евгения (1954 г.р.). Учился с сестрой в средней общеобразовательной школе № 13, параллельно начинал учиться в музыкальной школе по классу скрипки у Михаила Лемберга, но очень быстро бросил. С 12 лет стал занимался футболом в секции дорожного совета спортобщества «Локомотив» у Александра Чистова. В 16 лет, когда до окончания 9-го класса оставался месяц, бросил школу и уехал в Среднюю Азию играть в футбол.
В 1966—1971 годах (по другим данным в 1965—1972) — футболист клубов (Средняя Азия, Кавказ, Казахстан.
Окончил Башкирский республиканский техникум физкультуры.
В 1972—1982 годах работал тренером-преподавателем по футболу на стадионах «Буревестник» и «Волга».
В 1972—1976 — тренер СДСО «Буревестник».
В 1976—1982 — тренер спортивного клуба «Волга» НПО «ЗиМ», а также тренировал сборные команды Куйбышевского строительного и планового институтов. Кандидат в Мастера Спорта.
В 1980 году окончил заочно Ленинградский институт физической культуры им. Лесгафта.
В 1982—1986 годах работал тренером по селекционной работе и администратором команды мастеров «Крылья Советов».
В 1986—1990 годах работал тренером-преподавателем специализированного класса по футболу в ДЮСШ–9 Железнодорожного района.
В 1990—1992 годах — журналист областной газеты «Молодёжная волна» (корреспондент спортивной информации). С 1991 года начал работать внештатным корреспондентом «ТРК СКаТ».
С 1992 года — старший редактор спортивных программ ТРК «СКаТ». Создал (как оператор, режиссёр, сценарист) 10 сериалов «Спорт-7» о спортсменах и тренерах Самарской области — участниках чемпионатов мира, Европы и Олимпийских игр. Работал (оператором и журналистом) на Олимпиадах в Сиднее и Афинах.
Был женат:
- Первая жена (1971—2002) — Крутовских Лариса Николаевна (1951 г.р.), преподаватель по классу скрипки.
  - Дочь Вольф Ольга Владимировна (1972 г.р.)
- Вторая жена (2004—2014) — Кейлина (Сычёва) Марина Евгеньевна (1984 г.р.).
  - Сын Илья (2005 г.р.)
  - Дочь Варвара (2007 г.р.)
  - Дочь Мария (2011 г.р.)

## Награды и достижения
С 1976 года являлся членом исполкома федерации футбола Куйбышева и области.
В 2002 году был избран председателем Самарской областной федерации футбола, и в том же году включён в члены межрегионального футбольного совета «Приволжье».
С октября 2004 года — старший тренер отделения футбола СДЮШОР при Министерстве спорта Самарской области.
В июне 2012 года вновь возглавил федерацию футбола Самарской области.
Кейлин являлся членом Общественного Совета ГУФСИН по Самарской области, Общественного Совета ФСКН по Самарской области и бессменным тренером футбольной команды «Торнадо», составленной из заключенных самарских ИТК.
В 1996 году Кейлину было присвоено звание «Отличник физической культуры и спорта Российской Федерации».
В 2004 году Указом председателя Федерального агентства спорта России ему была вручена медаль «80 лет Госкомспорту России».
В 2013 году Губернатор Самарской области Николай Меркушкин вручил Кейлину Диплом 1 степени на церемонии вручения премий Областного журналистского конкурса.
16 января 2015 года был посмертно удостоен Специального приза Губернатора Самарской области Николая Меркушкина — «Золотого пера» губернии.

## Гибель
29 августа 2014 года погиб в автомобильной аварии, которая произошла в Кинельском районе. Одним из участников аварии оказался 35-летний водитель ВАЗ-21102 Алексей Киселёв. На одном из участков автодороги Кинель-Богатое он выехал на встречную полосу, где столкнулся с автомобилем Lada Granta, которым управлял 39-летний Александр Смирнов. Киселёв управлял машиной без прав, был пьян. В результате аварии погиб пассажир автомобиля Lada Granta Владимир Кейлин.